# 費坦奴體育會
費坦奴足球會（義大利語：S.C. Faetano）是一間位於聖馬力諾城市的一个足球俱乐部。

## 榮譽
- 聖馬力諾足球錦標賽
  - 冠軍 (3)：1985–86，1990–91，1998–99
- 蒂塔諾盃
  - 冠軍 (3)：1993，1994，1998
- 聖馬力諾聯邦盃
  - 冠軍 (1)：1994

## 歐戰紀錄
| 球季    | 比賽   | 圈數         | 球會       | 主場 | 作客 | 合計 |
| ------- | ------ | ------------ | ---------- | ---- | ---- | ---- |
| 2010–11 | 歐霸盃 | 外圍賽第一圈 | 泽斯塔波尼 | 0–0  | 0–5  | 0–5  |